# Tucheim
Tucheim ist eine Ortschaft der Stadt Genthin im Landkreis Jerichower Land in Sachsen-Anhalt.

## Geografie
Durch Tucheim verläuft die Bundesstraße 107, die den Ort mit den Städten Genthin (14 km nördlich) und Ziesar (7 km südöstlich) verbindet. Bei Ziesar besteht auch Anschluss an die Bundesautobahn 2. Tucheim liegt am nördlichen Ausläufer des Flämings, direkt am südlichen Rand des Feuchtgebietes Fiener Bruch.
Die beiden grabenartigen Wasserläufe Tucheim-Parchener Bach und der Kietzer Bach mit seinem rechtsseiten Zufluss Hagenbach durchqueren den Ort von Süden nach Norden und münden bei Genthin in den Elbe-Havel-Kanal.
Zur Ortschaft Tucheim gehören die Ortsteile Ringelsdorf, Wülpen und Holzhaus und das Vorwerk Königsrode.

## Geschichte
Auf bronzezeitliche Spuren deutet das Depot von Tucheim.
Tucheim wurde als altslawische Siedlung gegründet. In der ersten Hälfte des 10. Jahrhunderts war der Ort ein ottonischer Burgward. Die erste urkundliche Erwähnung findet Tucheim in einer Urkunde von 965, dort „civitas Tuchime“ genannt, mit der Kaiser Otto I. den Ort dem Magdeburger Erzstift schenkte. Der Erzbischof ließ im Ort eine Burg errichten, von der 1222 berichtet wird.
Die Burg, man sagte damals das feste Haus, Tucheim, das von Heinrich von Byern (Stammsitz in Biere (Bördeland)), der das Schloss innehatte, und Frentze von Werder mit Leuten des Brandenburger Bischofs besetzt war, wurde August/September 1433 durch die Städte Magdeburg und Zerbst von zwei Seiten 3 Tage lang mit Stein- und anderen Büchsen Tag und Nacht pausenlos beschossen. Heinrich von Byern brachte das Kunststück fertig, sich von der Mauer herabzulassen und durch den Ring der Belagerer zu entkommen. Die Besatzung gab danach auf und erhielt freien Abzug. Dafür wechselte der Bischof von Brandenburg die Seiten und erschien mit 70 Pferden (Berittenen) zur Belagerung von Calbe im Oktober 1433 an der Seite von Magdeburg.
Tucheim wurde wenigstens bis 1435 von Magdeburg und Zerbst gemeinsam verwaltet. 1435 verstärkten sie noch ein Mal die Besatzung. Nach Beendigung der großen Fehde gegen den Erzbischof gaben Magdeburg und Halle, welche das gesamte Stift kontrollierten, alle Eroberungen zurück. Selbiges ist für Tucheim zu vermuten.
1466 war Tucheim im Besitz der Familie von Byern, die den Ort 1504 an die von der Schulenburg weiterveräußerte. Diese erbauten anstelle der alten Burg Mitte des 18. Jahrhunderts ein schlossähnliches Gutshaus im barocken Stil.
Positiv für die Entwicklung des Dorfes wirkte sich die Melioration des Fiener Bruchs aus, die 1774 vom preußischen König Friedrich II. veranlasst wurde. Zur Bewirtschaftung der neu gewonnenen landwirtschaftlichen Flächen wurden 39 Kolonistenfamilien in Tucheim angesiedelt. Die Agrarreform Preußens von 1807, mit der die Bauern von ihren Abgabenlasten gegenüber den Gutsherren befreit wurden, nutzten die Tucheimer Landwirte mit einer Ablösesumme von insgesamt 22.400 Talern, mit der sie bis 1817 alle Lasten ablösten.
Mit der preußischen Verwaltungsreform von 1815 kam Tucheim in den Kreis Jerichow I im Regierungsbezirk Magdeburg. 1834 verkaufte die Familie von der Schulenburg nach über dreihundertjähriger Herrschaft ihren Gutsbesitz an den Kammerherren Brandt von Lindau. Danach wechselten die Besitzverhältnisse in schneller Folge. Schon 1892 wurde der bürgerliche Struwe neuer Grundbesitzer, der aber 1901 zunächst das Schloss an den ehemaligen Generalleutnant Hans von Hobe Pascha verkaufte, und danach den Landbesitz in 134 Einzelgrundstücke parzellierte und an Einzelbewirtschafter veräußerte.
1876 flackerte kurz industrielles Leben in Tucheim auf, als eine Stärkefabrik ihren Betrieb aufnahm. Sie stellte ihre Produktion jedoch schon 1890 wieder ein. Auch die Inbetriebnahme der Bahnstrecke Güsen–Ziesar und des Bahnhofs Tucheim im Jahre 1917 änderte nichts an der vorwiegend landwirtschaftlichen Struktur des Dorfes. Der Bahnverkehr zwischen Güsen und Ziesar wurde am 29. Mai 1999 eingestellt.
Am 1. Juli 1907 wurde der Gutsbezirk Tucheim in die Landgemeinde Tucheim eingegliedert. Am 30. September 1928 wurde der Gutsbezirk Ringelsdorf mit der Landgemeinde Tucheim vereinigt.
Am 1. Juli 2009 wurde Tucheim zusammen mit Gladau und Paplitz in die Stadt Genthin eingemeindet. Die Verwaltungsgemeinschaft Genthin, der Tucheim bis dahin angehörte, wurde zeitgleich aufgelöst.

## Religion

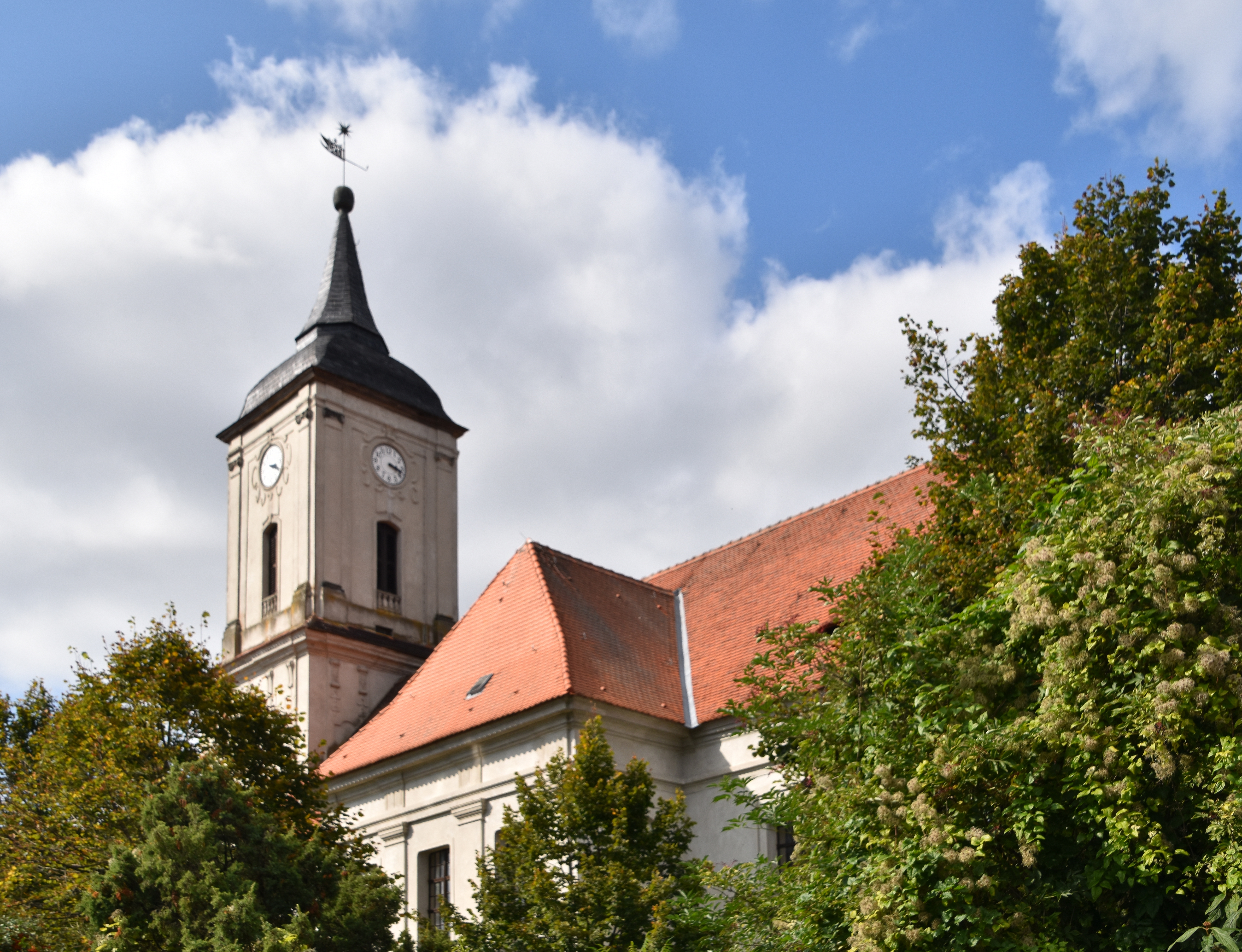
Evangelische Kirche

Im 16. Jahrhundert wurde Tucheim durch die Reformation protestantisch geprägt.
Die Kirche in Tucheim gehört zur Kirchengemeinde Tucheim im Pfarrbereich Tucheim des Kirchenkreises Elbe-Fläming der Evangelischen Kirche in Mitteldeutschland. Zum Pfarrbereich Tucheim gehören neben der Kirchengemeinde Tucheim auch die Kirchengemeinden Dörnitz, Drewitz, Magdeburgerforth, Paplitz und Ringelsdorf.
Im Zuge der Flucht und Vertreibung Deutscher aus Mittel- und Osteuropa 1945–1950 ließen sich im Raum Tucheim Katholiken in größerer Zahl nieder, so dass es am 1. November 1945 in Gladau zur Gründung einer katholischen Kirchengemeinde kam, die 1948 zur Kuratie erhoben wurde. Am 1. Februar 1953 wurde der Sitz der Kuratie in das acht Kilometer entfernte Tucheim verlegt, wo an der Schulstraße ein Gebäude angemietet wurde, in dem 1953 eine Kapelle eingerichtet wurde. Die Kuratie gehörte zur Pfarrei Genthin. Am 1. März 2006 wurde der Gemeindeverbund Genthin – Kirchmöser – Tucheim – Ziesar errichtet, dem die Kuratie Tucheim angehörte. Am 31. Dezember 2011 wurde die Kapelle wieder aufgegeben, nachdem sich die Zahl der Katholiken wieder verringert hatte. Heute ist die Burgkapelle St. Peter und Paul der rund acht Kilometer entfernten Burg Ziesar das nächstgelegene katholische Gotteshaus.

## Politik
Am 09.06.2024 wurde der Ortschaftsrat wie folgt gewählt:
- Ländliche Wählergemeinschaft Tucheim (LWG Tucheim), 4 Sitze

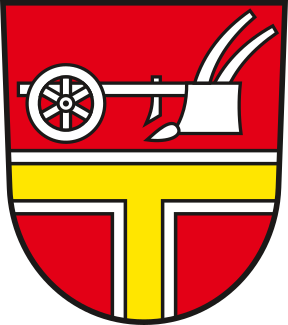
Wappen von Tucheim

- CDU, 5 Sitze

### Wappen
Das Wappen wurde am 15. November 1999 durch das Regierungspräsidium Magdeburg genehmigt.
Blasonierung: „In Rot eine silbern bordierte goldene Krücke, überhöht von einem silbernen Pflug.“
Das Wappen wurde vom Heraldiker Frank Jung gestaltet.

### Historisches Siegelbild
Die Gemeinde Tucheim führte in ihrem Gemeindesiegel schon einmal ein wappenähnliches Siegelbild. Dieses wurde im Zeitraum nach dem Zweiten Weltkrieg bis ca. der Einführung der Bezirke und Kreise in der DDR (1945–1952) benutzt.
Eine weitere Quelle ist das Kreisheimatmuseum in Genthin.

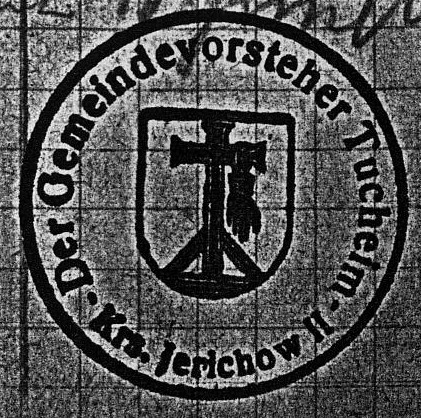
Altes Siegel der Gemeinde Tucheim

## Kultur und Sehenswürdigkeiten

### Bauwerke

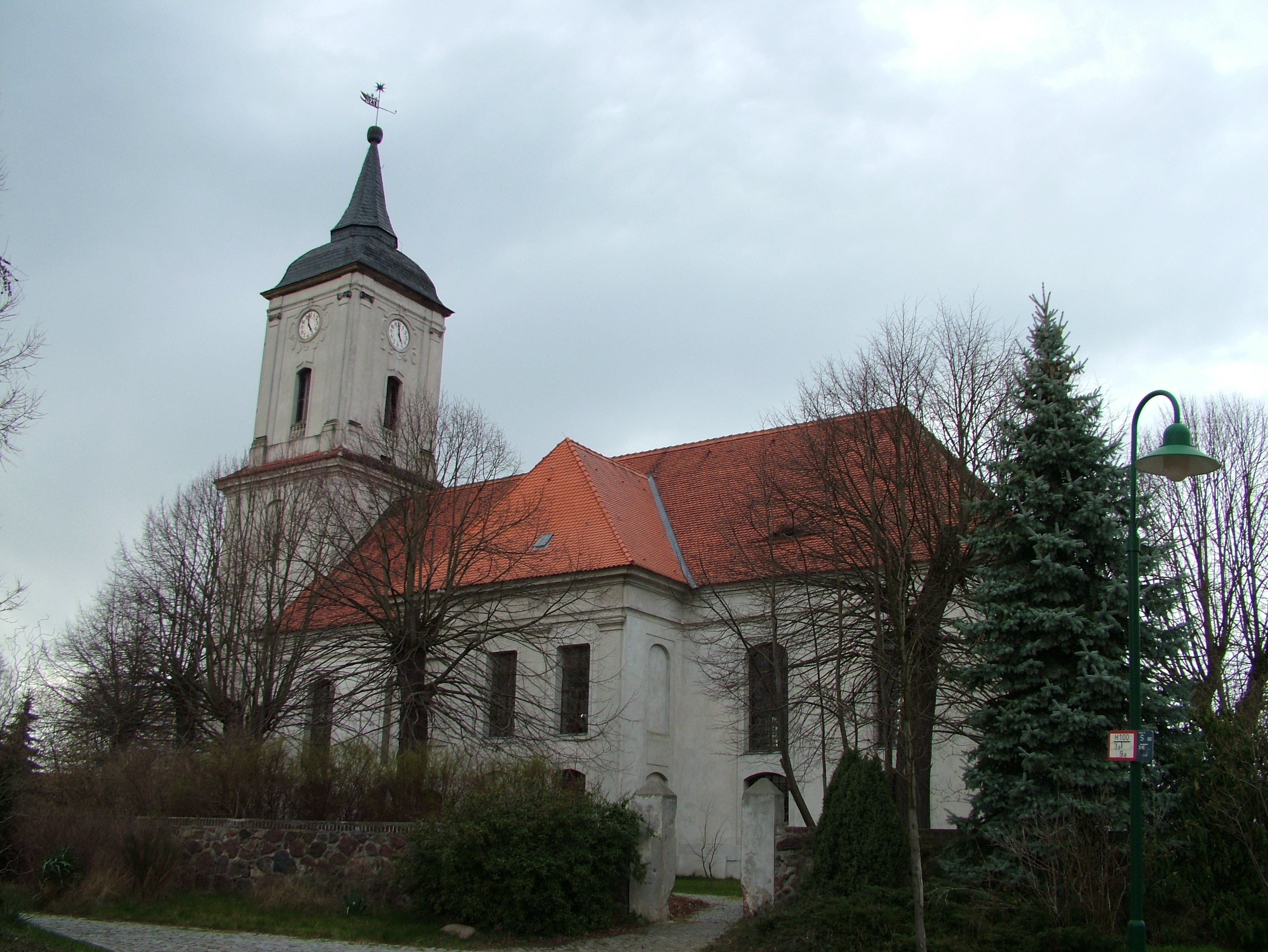
Evangelische Kirche Tucheim

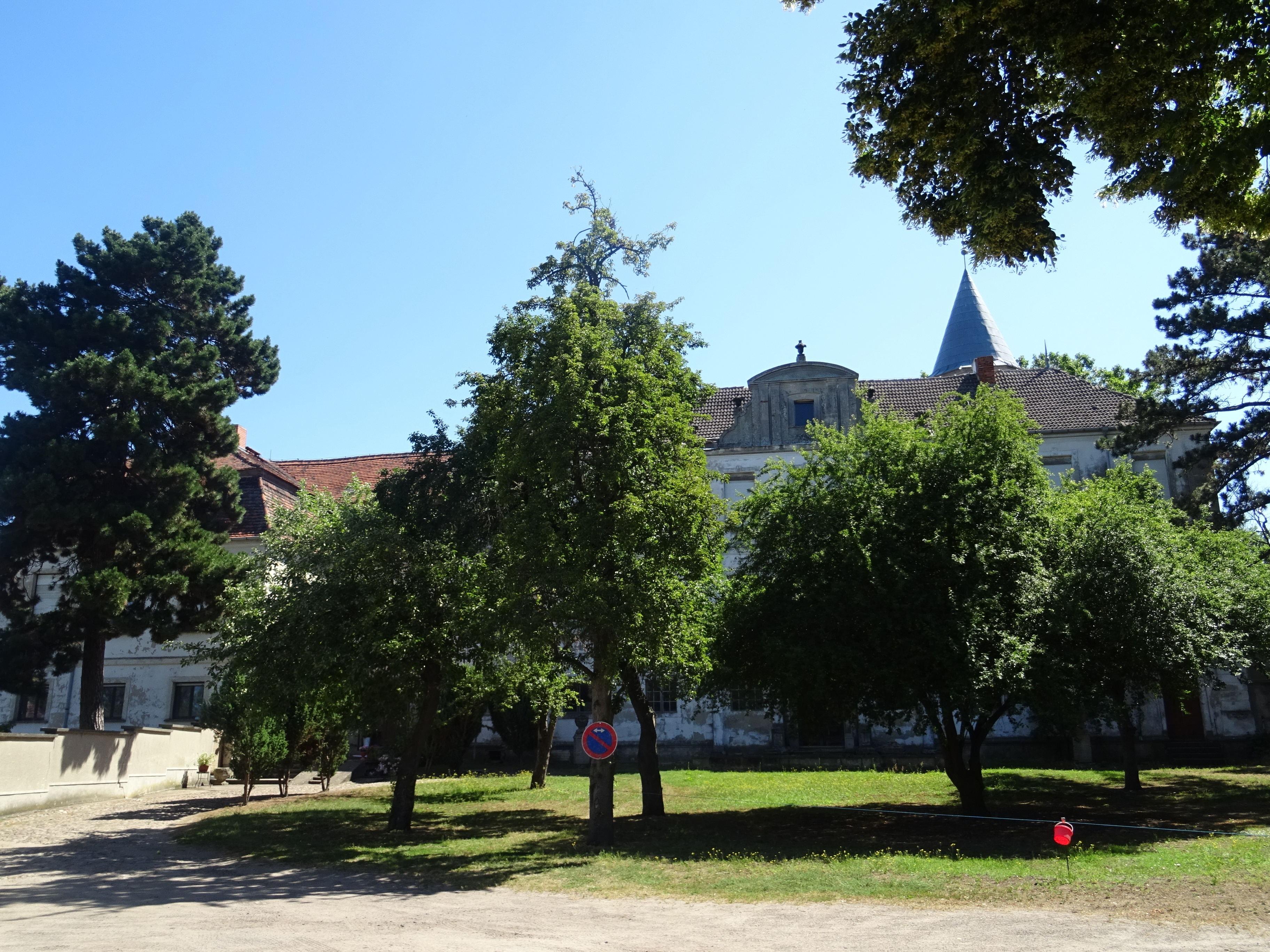
Schloss Tucheim

#### Kirche in Tucheim
Die evangelische Kirche in Tucheim ist ein spätbarocker Putzbau, der 1756 entstand. Dem Kirchenschiff sind kurze risalitartige Querflügel angefügt, die Außenwände sind mit einer zweireihigen Fensterfront versehen. Der dreigeschossige Turm trägt eine flache Schweifhaube, der eine achteckige Spitze aufgesetzt ist.

#### Schloss Tucheim
Das ehemalige Tucheimer Gutshaus, heute als „Schloss Tucheim“ bezeichnet, entstand in der ersten Hälfte des 18. Jahrhunderts als barockes Gebäude. Nach Erweiterungen im 19. Jahrhundert besteht der Bau aus dem Haupttrakt mit neunteiliger Fensterfront, einem zur Hofseite weisenden Mittelrisalit mit vasenbekröntem Giebel und einem Turm mit kegelförmigem Dach.

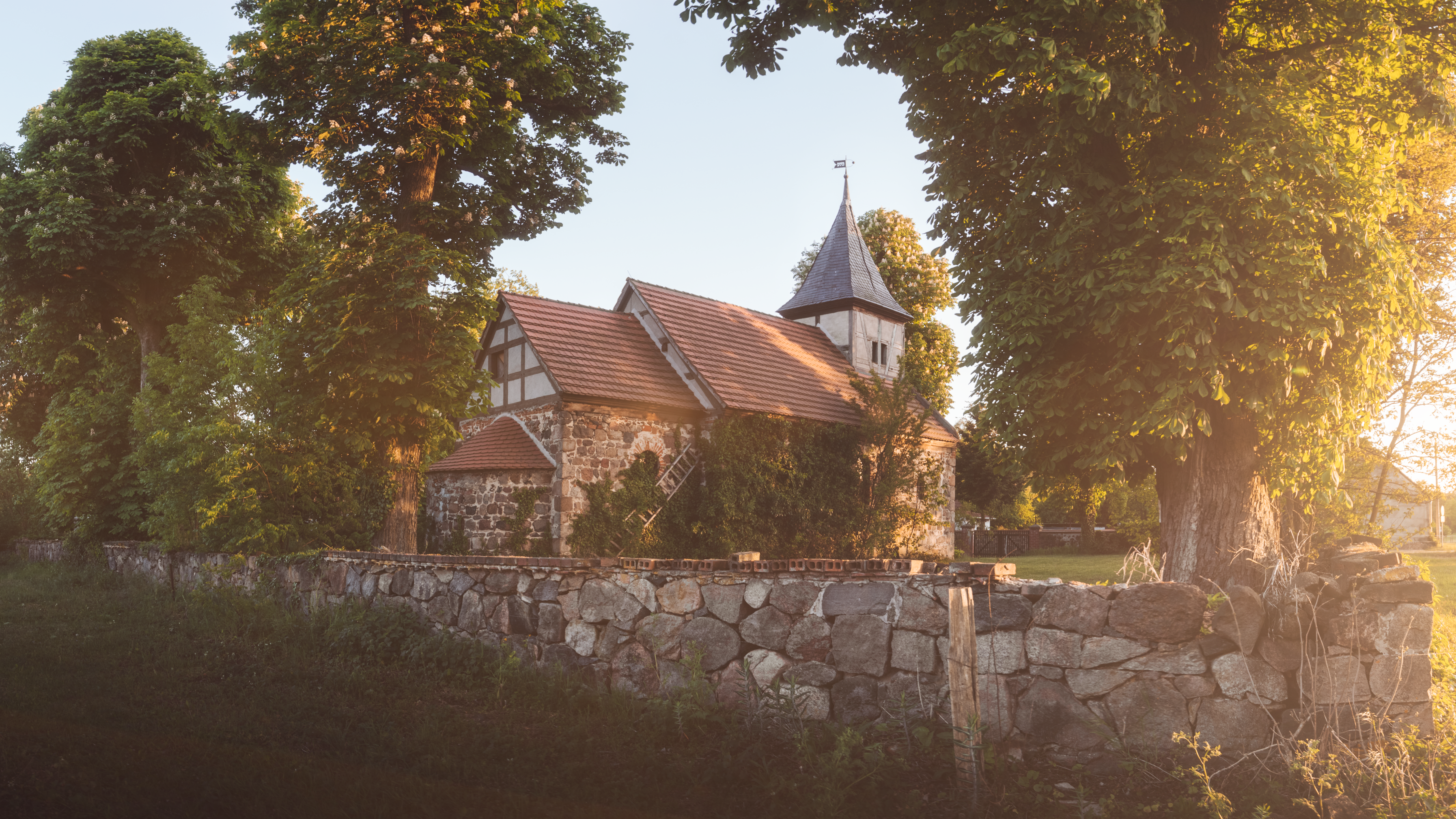
Dorfkirche Ringelsdorf

#### Kirche in Ringelsdorf
Die evangelische Kirche in Ringelsdorf, deren Grundmauern aus Feldsteinen errichtet wurden, stammt aus der Zeit der Romanik. Dem Kirchenschiff ist im Osten ein rechteckiger schmalerer Chorraum mit rechteckigem Grundriss angefügt, an den sich wiederum eine halbkreisförmige Apsis anschließt. Schiff und Chor haben Giebel in Fachwerkbauweise erhalten, ebenso ist der Kirchturm über dem Westgiebel als Fachwerk gestaltet. Während Kirchenschiff und Chor mit Satteldächern versehen sind, trägt der Turm ein spitzes Zeltdach. Fenstergestaltung und Inneneinrichtung, zu der auch ein sehenswerter hölzerner Altaraufsatz mit Abendmahlsgemälde gehört, stammen aus einem Umbau im Jahre 1699. Die bronzene Kirchenglocke wurde 1705 gegossen.

### Grünflächen und Naherholung

#### Schutzgebiete
Da das Fiener Bruch eines von nur noch drei Brutgebieten der in Deutschland vom Aussterben bedrohten Großtrappen, des schwersten flugfähigen Vogels ist, wurde im Gebiet der Gemeinden Tucheim, Karow und Paplitz bereits 1979 das Großtrappenschongebiet Karow im damaligen Bezirk Magdeburg mit einer Größe von 5.780 Hektar eingerichtet. In den 1990er Jahren wurde die Niederung im Rahmen des Natura-2000-Netzes als EU-Vogelschutzgebiet Fiener Bruch ausgewiesen. Innerhalb des sachsen-anhaltischen Teilgebietes erfolgte 1997 die Ausweisung des 143 Hektar großen Naturschutzgebietes Fiener Bruch. Mitten im Fiener Bruch befindet sich beim zu Tucheim gehörenden Vorwerk Königsrode die Vogelwarte, der Beobachtungsturm Königsroder Hof. Im Königsroder Hof betreibt der Förderverein Großtrappenschutz e. V. ein Informationszentrum, in dem regelmäßige Veranstaltungen rund um den Großtrappenschutz stattfinden.
Im Süden verläuft das waldreiche Landschaftsschutzgebiet Möckern-Magdeburgerforth.

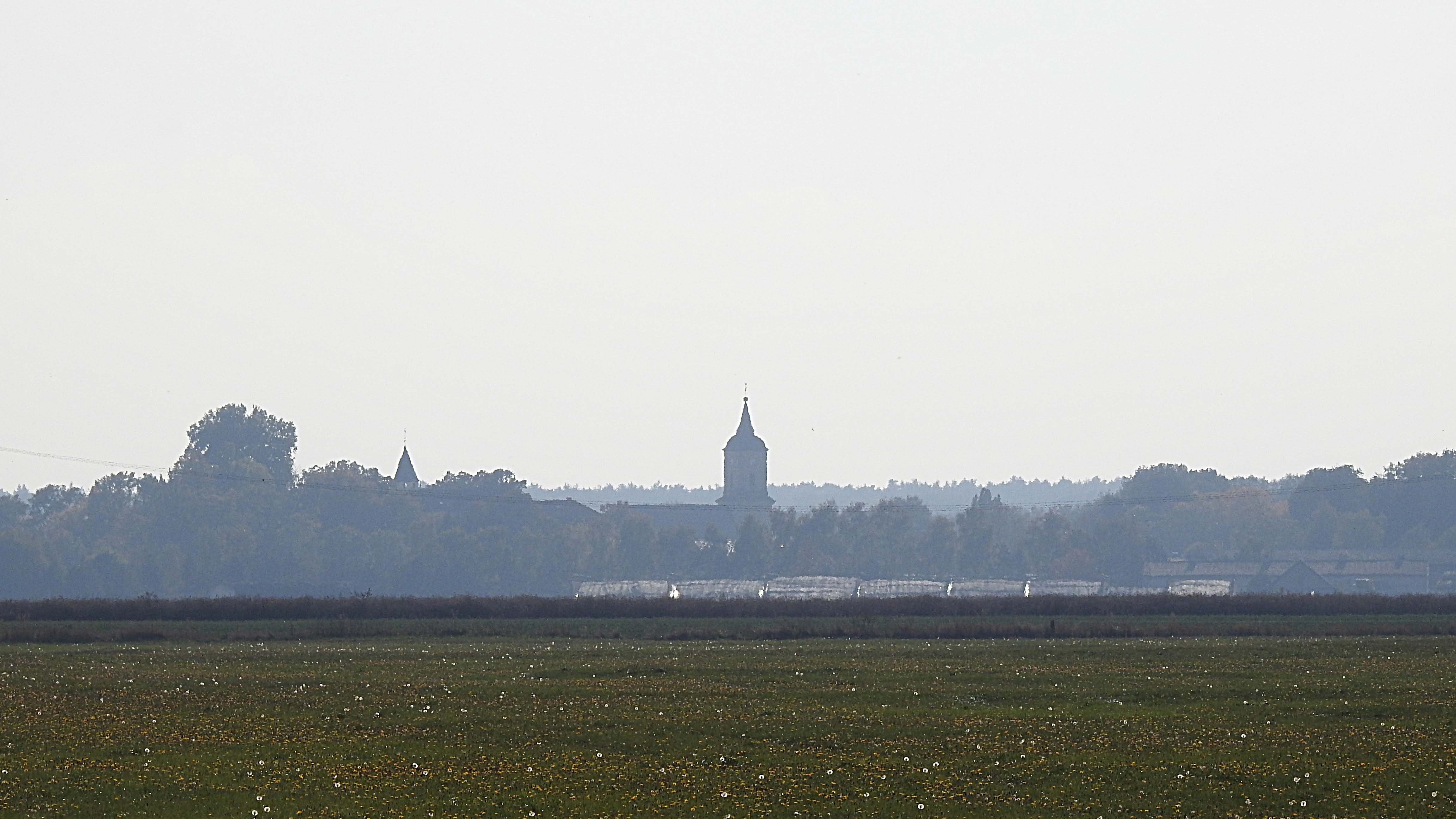
Tucheim von Norden vom Fiener Bruch her

### Regelmäßige Veranstaltungen
- Volleyball-Turnier in Tucheim, einmal im Jahr
- Straßenfußball-Turnier in Tucheim, einmal im Jahr
- Endurorundfahrt-Rund um den Fiener, einmal im Jahr
- Tischtennis Weihnachtsturnier, einmal im Jahr

## Söhne und Töchter des Ortes
- Friedrich Höpfner (1918–?), Maler und Politiker (LDPD), MdV